# Cyrtidiorchis gerardi
Cyrtidiorchis gerardi är en orkidéart som beskrevs av Pedro Ortiz Valdivieso. Cyrtidiorchis gerardi ingår i släktet Cyrtidiorchis, och familjen orkidéer.
Artens utbredningsområde är Colombia. Inga underarter finns listade i Catalogue of Life.